# Kedleston
Kedleston est un village et une paroisse civile situé dans le district d'Amber Valley, dans le comté du Derbyshire en Angleterre.
Le village abrite le Kedleston Hall, la résidence historique de la famille Curzon.

## Personnalités liées
- Samuel Renn (1786-1845), facteur d'orgues